# Marthamea selysii
Marthamea selysii är en bäcksländeart som först beskrevs av Pictet, F.J. 1841.  Marthamea selysii ingår i släktet Marthamea och familjen jättebäcksländor. Inga underarter finns listade i Catalogue of Life.